# Ina May Gaskin
Ina May Gaskin, ameriška babica, mirovnica, pisateljica, * 8. marec, 1940, ZDA. 

## Življenje
Je ustanoviteljica in vodja Babiškega centra na Farmi. Do danes je Ina May Gaskin skupaj z drugimi babicami pomagala pri več kot 2000 porodih. V letu 1994 je revija American Journal of Public Health objavila odlične statistične podatke o njihovih rezultatih in posebej izpostavila nizko stopnjo obolevnosti in umrljivosti ter nizko stopnjo medicinskih posegov pri porodu.
Ina May je bivša predsednica Zveze babic Severne Amerike (MANA), piše prispevke, sodeluje v številnih intervjujih in je predavateljica v različnih državah sveta. Njena druga knjiga, Modrost rojevanja je odlična navigacija skozi porodno potovanje.